# Olympique Gymnaste Club de Nice Côte d'Azur 2015-2016
Questa voce raccoglie le informazioni riguardanti l'Olympique Gymnaste Club de Nice nelle competizioni ufficiali della stagione 2015-2016.

## Maglie e sponsor
Lo sponsor tecnico per la stagione 2015-2016 è Mutuelles du soleil, mentre lo sponsor ufficiale è Macron.
| Casa | Trasferta | Terza divisa |

## Rosa
| N. |                           | Ruolo | Calciatore        |
| -- | ------------------------- | ----- | ----------------- |
| 1  | Francia (bandiera)        | P     | Mouez Hassen      |
| 3  | Francia (bandiera)        | D     | Gautier Lloris    |
| 4  | Francia (bandiera)        | D     | Paul Baysse       |
| 5  | Senegal (bandiera)        | D     | Kévin Gomis       |
| 6  | Costa d'Avorio (bandiera) | C     | Jean Seri         |
| 8  | Mali (bandiera)           | C     | Mahamane Traoré   |
| 9  | Francia (bandiera)        | C     | Hatem Ben Arfa    |
| 10 | Francia (bandiera)        | A     | Mickaël Le Bihan  |
| 13 | Svezia (bandiera)         | C     | Niklas Hult       |
| 14 | Francia (bandiera)        | A     | Alassane Pléa     |
| 15 | Francia (bandiera)        | A     | Alexandre Mendy   |
| 16 | Francia (bandiera)        | P     | Simon Pouplin     |
| 18 | Francia (bandiera)        | C     | Rémi Walter       |
| 19 | Brasile (bandiera)        | C     | Wallyson Mallmann |

| N. |                       | Ruolo | Calciatore                  |
| -- | --------------------- | ----- | --------------------------- |
| 20 | Francia (bandiera)    | D     | Maxime Le Marchand          |
| 21 | Madagascar (bandiera) | C     | Stéphan Raheriharimanana    |
| 22 | Francia (bandiera)    | C     | Nampalys Mendy              |
| 23 | Portogallo (bandiera) | D     | Ricardo Pereira             |
| 24 | Francia (bandiera)    | C     | Mathieu Bodmer              |
| 25 | Haiti (bandiera)      | D     | Romain Genevois             |
| 26 | Francia (bandiera)    | C     | Vincent Koziello            |
| 28 | Francia (bandiera)    | A     | Valère Germain              |
| 29 | Francia (bandiera)    | C     | Jérémy Pied                 |
| 30 | Francia (bandiera)    | P     | Yoan Cardinale              |
| 33 | Francia (bandiera)    | D     | Olivier Boscagli            |
| 34 | Francia (bandiera)    | D     | Jonathan Correia Da Fonseca |
| 35 | Francia (bandiera)    | A     | Paulin Puel                 |
| 36 | Francia (bandiera)    | A     | Franck Honorat              |